# Финале Купа Мађарске у фудбалу 1952.
Финале Мађарског купа 1952. је одлучило о победнику мађарског купа 1951/52. било је 22. финале серије. Финале је одиграно између будимпештанске Башће и Бањаша из Дорога. Утакмица је играно у Будимпешти, на стадиону Електромош, Латорца утца, 1. јуна 1952. године. Победила је екипа МЗК, тадашња Башћа. Овом победом, Башћа је освојила трофеј по осми пут у својој клупској историји. Ово је био први и једини наступ Дорога у финалу.

## Пут до финала
Бп. Башћа и Бањаш Дорог су стигли до финала серије. Оба тима су ушла у такмичење у другом колу главног жреба националног такмичења (најбољих 64).
Резултати су наведени из перспективе navedenog тима.
| Бп. Башћа                        | Бп. Башћа | Бп. Башћа | Бп. Башћа | Коло          | Бањас Дорог                         | Бањас Дорог   | Бањас Дорог   | Бањас Дорог   |
| -------------------------------- | --------- | --------- | --------- | ------------- | ----------------------------------- | ------------- | ------------- | ------------- |
| Епитек Ђула (НБ II југ)          | 9–2 (г)   | 9–2 (г)   | 9–2 (г)   | 2. коло       | ФК Вереш метеор, Ђер (НБ II запад)  | 7–1 (г)       | 7–1 (г)       | 7–1 (г)       |
| Локомотив Дебрецен (НБ II запад) | 5–4 (г)   | 5–4 (г)   | 5–4 (г)   | 3. коло       | ФК Вереш лобого Келтекс (НБ II југ) | 10–1 (г)      | 10–1 (г)      | 10–1 (г)      |
| Вашаш Шалготарјан (НБ I)         | 12–1 (д)  | 12–1 (д)  | 12–1 (д)  | Осмина финала | Бп. Дожа (НБ I)                     | 2–1 (г)       | 2–1 (г)       | 2–1 (г)       |
| Вашаш Електромош (НБ II центар)  | 10–0 (г)  | 10–0 (г)  | 10–0 (г)  | Четвртфинале  | Локомотив Цеглед (НБ II југ)        | 4–0 (д)       | 4–0 (д)       | 4–0 (д)       |
| Локомотив Печуј (НБ II запад)    | 6–0 (нт)  | 6–0 (нт)  | 6–0 (нт)  | Полуфинале    | Хонвед Сегед (НБ I)                 | 4–2 п.п. (нт) | 4–2 п.п. (нт) | 4–2 п.п. (нт) |

Легенда: п.п.' = после продужетака; нт = на неутралном терену; д = домаћин; ѓ = гост;

## Историја
Утакмица је првобитно требало да се одигра 26. децембра 1951. године, а затим на Ускрс (средином априла), али то није било могуће због недостатка одговарајућих слободних термина. OTSB је на крају одабрао 1. јун и терен у улици Електромош Латорца.
Карољ Шандор из екипе Башће се повредио током утакмице репрезентације против НДР-а 18. маја. Његова повреда се није много побољшала до финала купа, па је пропустио финале. Имре Ковач, један од стандардних играча прве једанаесторке, такође је изостављен из игре.

## Финална утакмица
| Башћа Будимпешта                         | 3 : 2    | ФК Бањас Дорог                |
| ---------------------------------------- | -------- | ----------------------------- |
| Закаријаш 16’ · Молнар 28’ · Палоташ 41’ | Извештај | Ашпирањ 8’ · Игнац Пожоњи 57’ |

| Бп. Башћа:    |  |                   |
|               |  |                   |
| Г             |  | Шандор Гелер      |
| О             |  | Јожеф Ковач       |
| О             |  | Börzsei János     |
| О             |  | Михаљ Лантош      |
| СТ            |  | Бела Пелер        |
| СТ            |  | Јожеф Закаријаш   |
| Н             |  | Карољ Ланг        |
| Н             |  | Нандор Хидегкути  |
| Н             |  | Петер Палоташ 83’ |
| Н             |  | Иштван Солнок     |
| Н             |  | Јанош Молнар      |
| Резерве:      |  |                   |
|               |  | Тибор Гондош 83’  |
|               |  |                   |
| Менаџер:      |  |                   |
| Мартон Букови |  |                   |

| Дорог:    |  |                   |
|           |  |                   |
| Г         |  | Михаљ Камараш 46’ |
| О         |  | Јене Бузански     |
| О         |  | Миклош Дачев      |
| О         |  | Ласло Кинцел      |
| СТ        |  | Шандор Палмаи     |
| СТ        |  | Нандор Харгитаи   |
| Н         |  | Игнац Пожоњи      |
| Н         |  | Јанош Варга       |
| Н         |  | Јожеф Молнар      |
| Н         |  | Густав Ашпирањ    |
| Н         |  | Ђерђ Кантор 46’   |
| Резерве:  |  |                   |
| Г         |  | Иштван Илку 46’   |
|           |  | Јожеф Клаус 46’   |
| Менаџер:  |  |                   |
| Карољ Шош |  |                   |

Играчи Бп. Башће који су учествовали у серији: Иштван Фечке, Иштван Тураи, Шандор Гелер, Јанош Бержеи, Тибор Гондош, Андраш Хегедиш, Нандор Хидегкути, Имре Ковач, Јожеф Ковач, Михаљ Лантош, Кенерен, Канош Палоташ, Бела Пелер, Иштван Солнок и Јожеф Закаријаш.